# هيروشي موريتا
هيروشي موريتا (باليابانية: 森田 浩史) (مواليد 18 مايو 1978)، هو لاعب كرة قدم ياباني سابق كان يلعب كمهاجم.

## وصلات خارجية
- هيروشي موريتا على موقع رابطة كرة القدم اليابانية للمحترفين (اليابانية)
- هيروشي موريتا على موقع قاعدة بيانات كرة القدم.إي يو (الإنجليزية)
- هيروشي موريتا على موقع Soccerway.com (الإنجليزية)
- هيروشي موريتا على موقع عالم كرة القدم.نت (الإنجليزية)